# San Gian (Celerina)

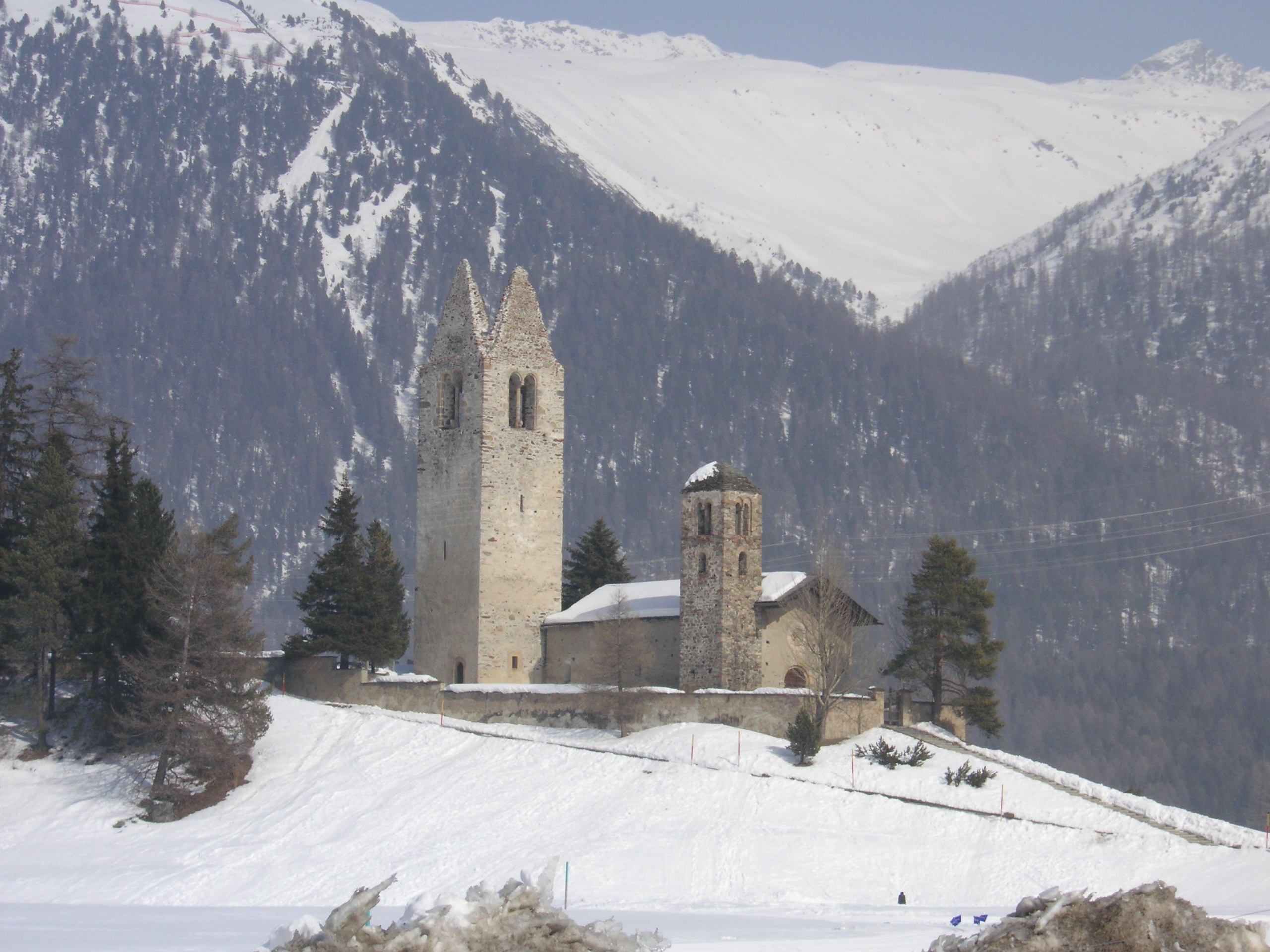
San Gian im Winter

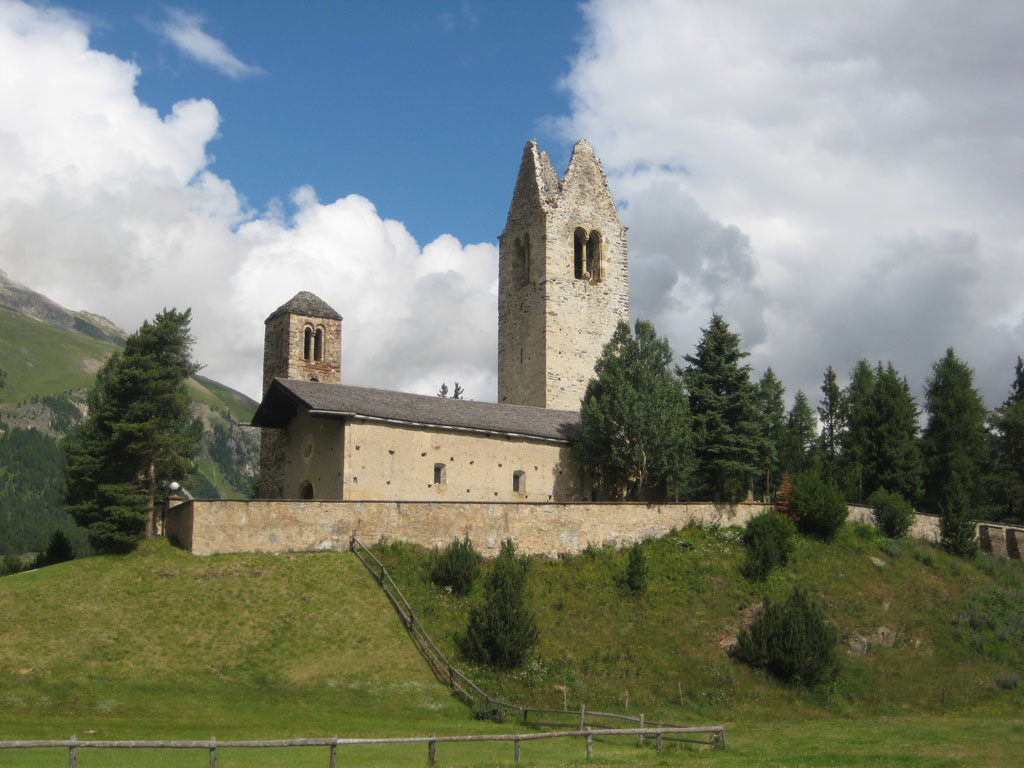
San Gian im Sommer

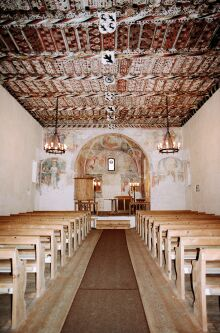
Innenansicht

Die Kirche San Gian (rätoromanisch im Dialekt Puter für Sankt Johannes) auf einem Hügel östlich von Celerina ist ein evangelisch-reformiertes Gotteshaus, das als Wahrzeichen der ganzen Region gilt und auch das Logo des kirchgemeindlichen Zusammenschlusses Il Binsaun ziert. Es ist kunsthistorisch bedeutsam und steht als Schweizer Kulturgut von nationaler Bedeutung unter Denkmalschutz.

## Geschichte und Ausstattung
Der heutige Kirchbau von 1478 fusst auf einer spätmittelalterlichen romanischen Vorgängerkirche, deren Bausubstanz sich noch heute im kleineren der beiden Türme im Norden der Fassade findet. Der markante spätgotische Turm wurde 1682 durch einen Blitzeinschlag schwer beschädigt. Er wurde nie mehr vollständig erneuert, sondern zuerst aus finanziellen, dann aus grundsätzlichen Gründen in diesem denkmalartigen dachlosen Zustand belassen. Nach den Bündner Wirren wurde San Gian nicht mehr als Predigt-, sondern als Begräbniskirche genutzt, deren letztmalige Restauration 1973–1980 erfolgte.
Das Portalgewände ist aus Rauhwacke.  Das Kirchenschiff mit einer recht flachen bemalten Decke ist aussergewöhnlich lang und geht nach einem Chorbogen in einen quadratförmigen Chor über. In diesem finden sich oberitalienische Wandgemälde aus vorreformatorischer Zeit um 1480–1490 mit Motiven u. a. zu Leben und Sterben Johannes des Täufers und zur Taufe Jesu Christi.

## Orgel
Nach einer gründlichen Kirchenrenovierung wurde 1982 eine Truhenorgel  mit sechs Registern angeschafft, die wahrscheinlich um 1950 von einem unbekannten Orgelbauer, möglicherweise von Metzler Orgelbau gebaut wurde und sich davor an anderem Ort befand. Sie wurde 2002 an die Kirche Bel Taimpel zugunsten einer neuen Truhenorgel mit sieben Registern abgegeben, die von der Manufaktur Orgelbau Felsberg hergestellt wurde.

## Kirchliche Organisation
Celerina löste sich 1527 von der Mutterpfarrei Samedan. Celerina – damals mit den beiden Kirchen San Gian und Celerina Crasta – trat 1577 zum evangelischen Glauben über. Erster Pfarrer wurde Nikolaus Kesel. Seit 2017 gehört Celerina zur Evangelisch-reformierten Kirchgemeinde Oberengadin (romanisch: Baselgia evangelica-refurmeda Engiadin'Ota), umgangssprachlich Refurmo genannt.

## Friedhof
Auf dem Friedhof der Kirche San Gian wurden u. a. beigesetzt
- der Jurist und Sprachforscher Zaccaria Pallioppi (1820–1873)
- der Bündner Grossrat und Ständerat Anton Philipp Ganzoni (auch: Anton Filip Ganzoni, 1800–1881)
- der Schweizer Zeichner, Sgraffitokünstler und Bildhauer Giuliano Pedretti (1924–2012)

## Galerie

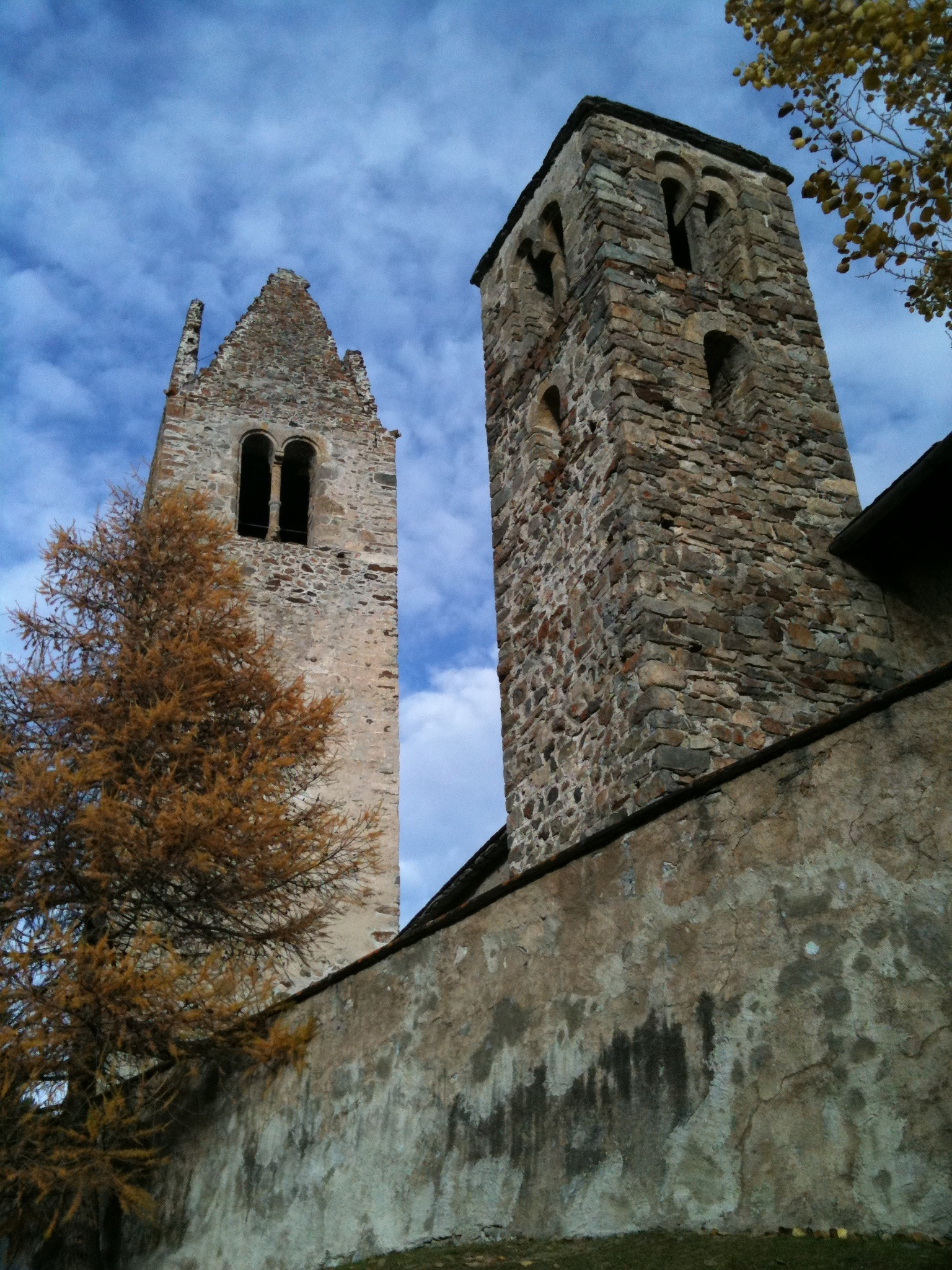
Die beiden Türme
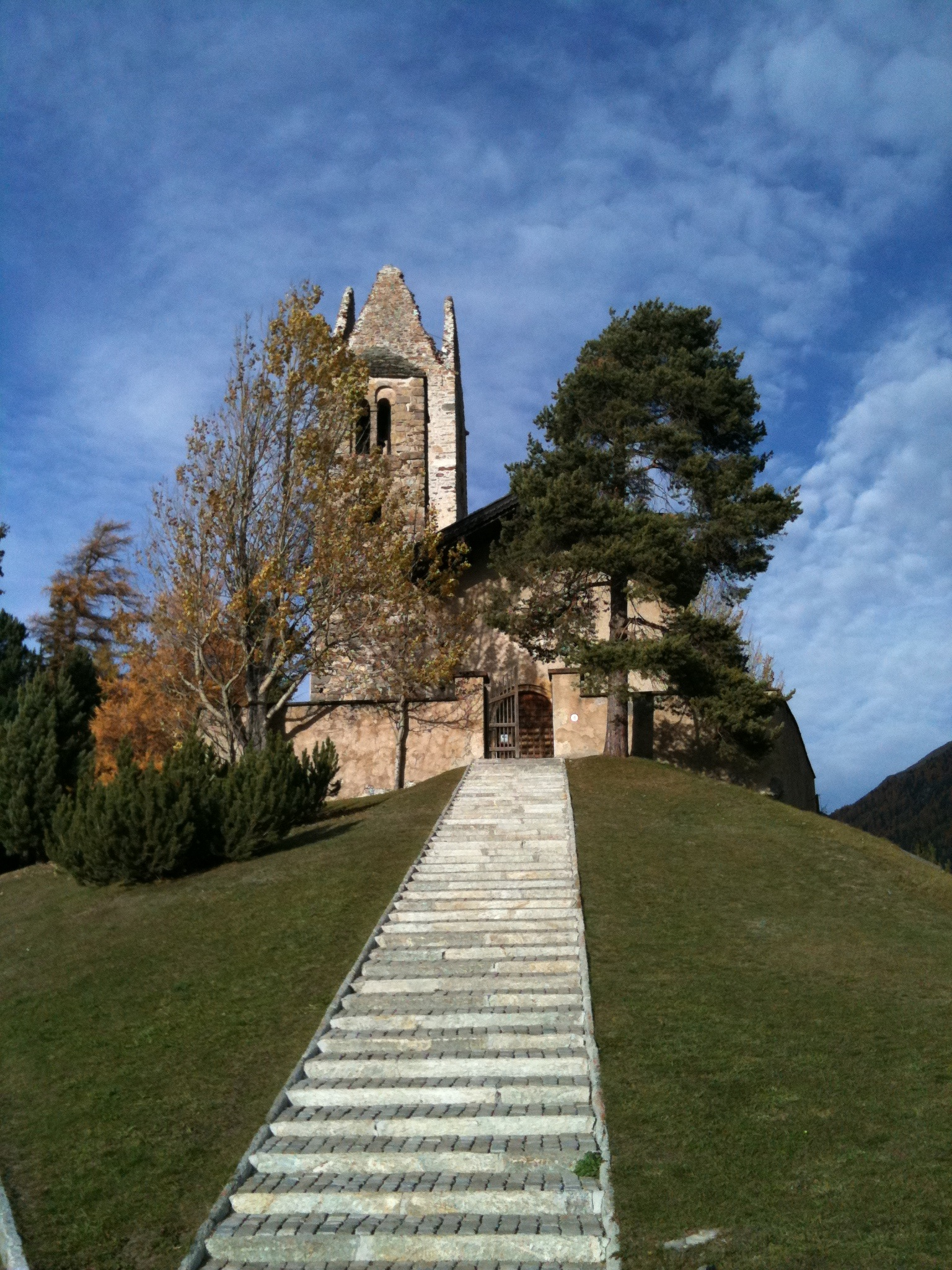
Aufstieg zur Kirche
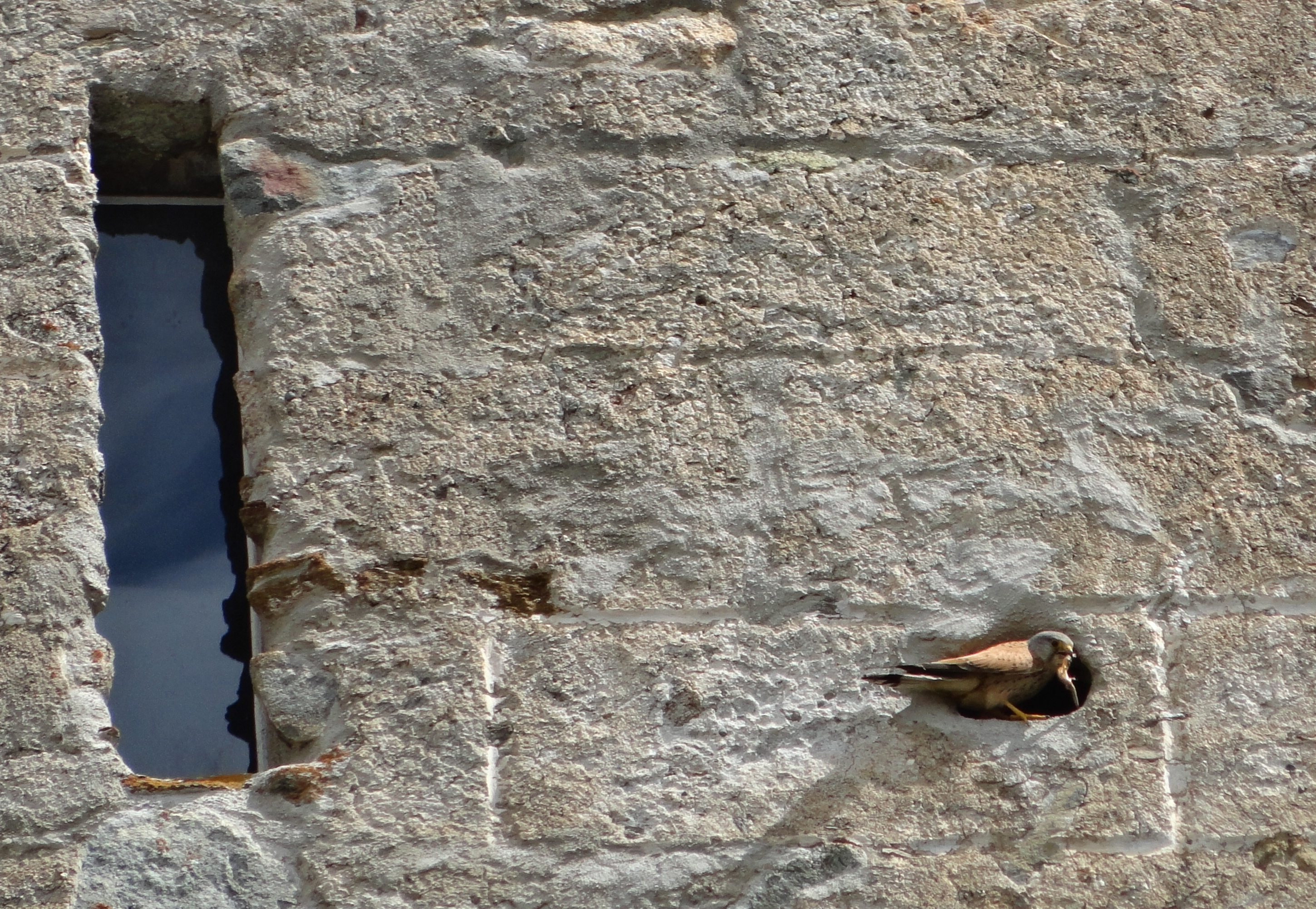
Falke mit Maus am Turm
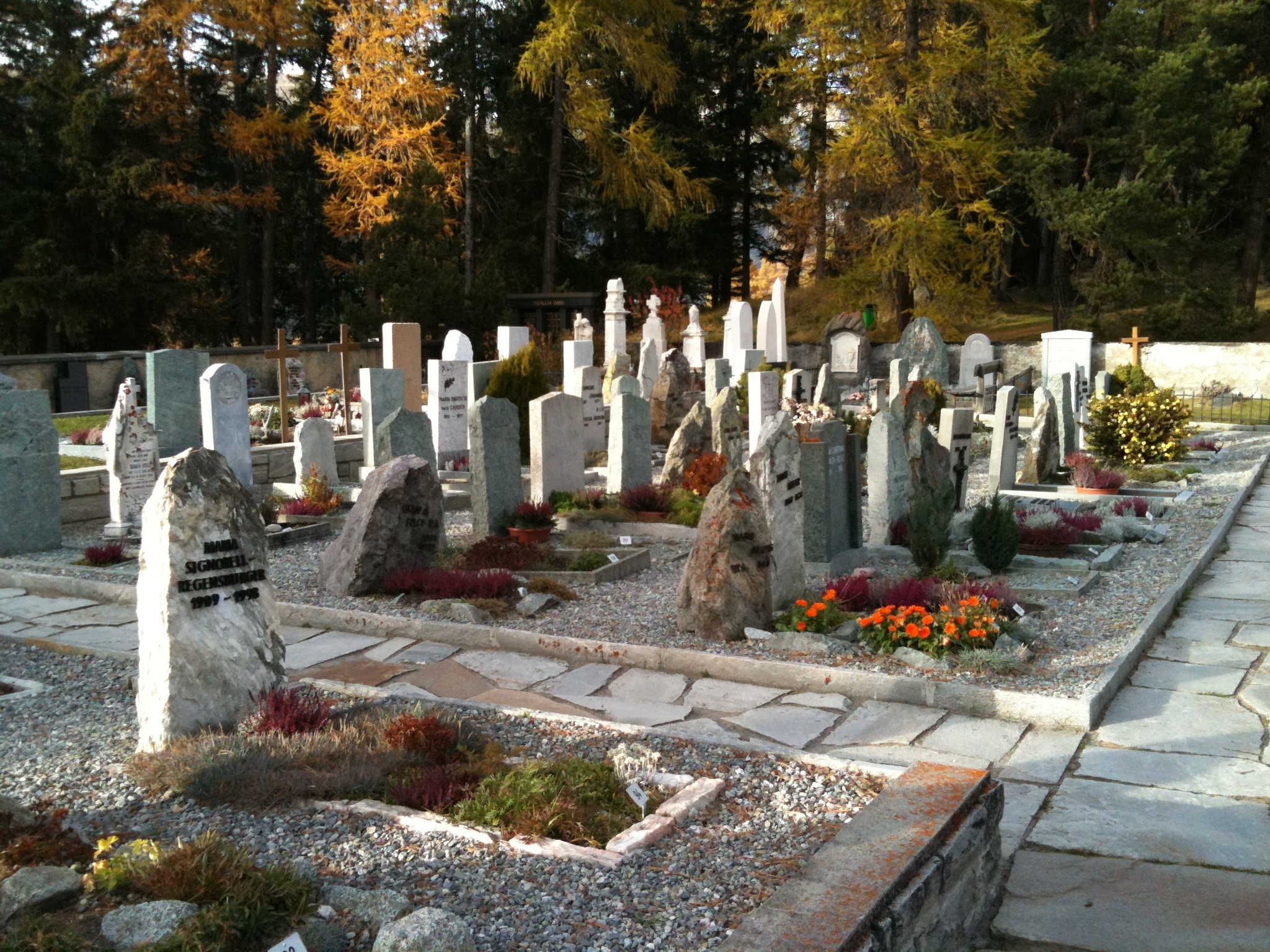
Friedhof
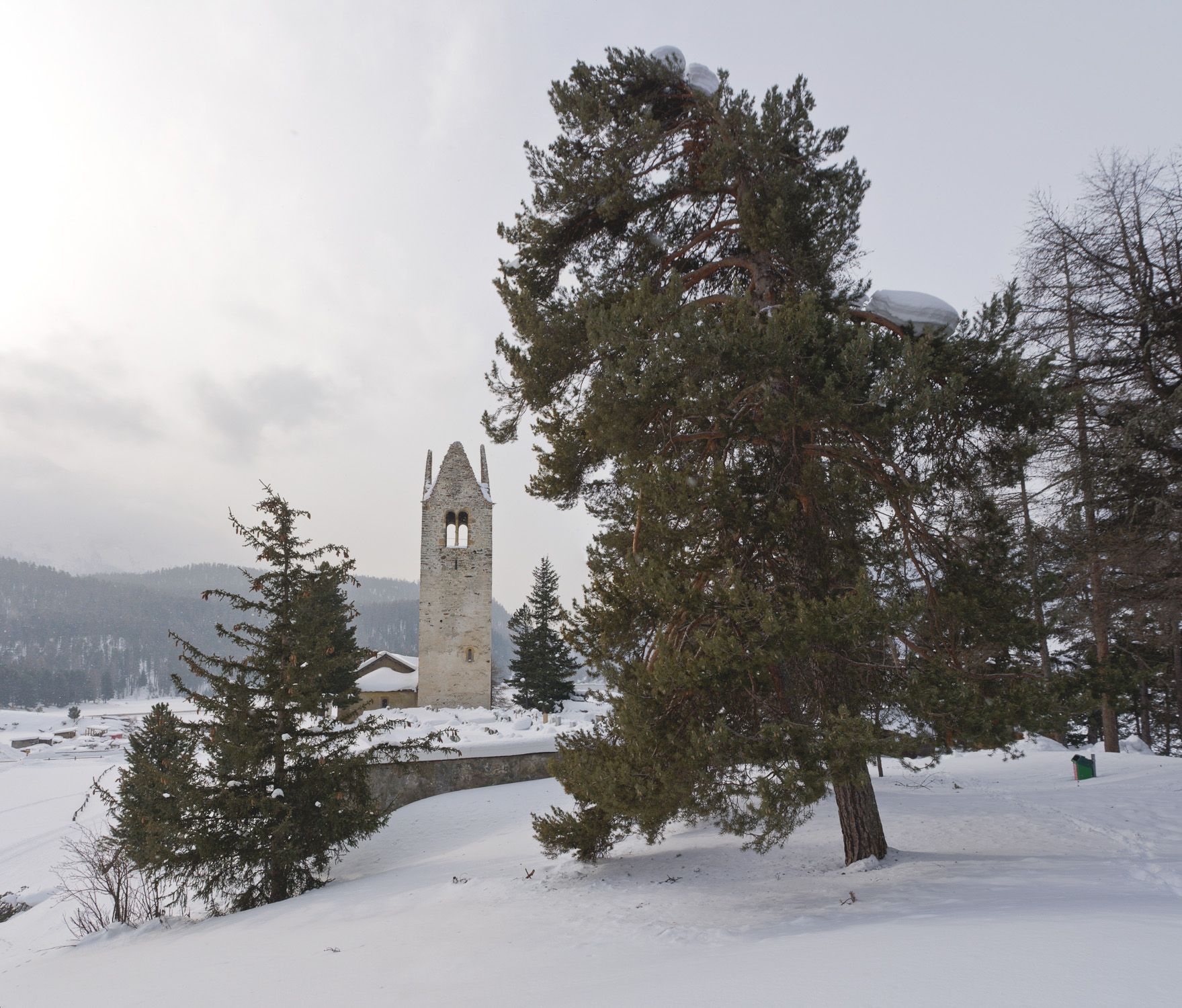
Friedhof im Winter
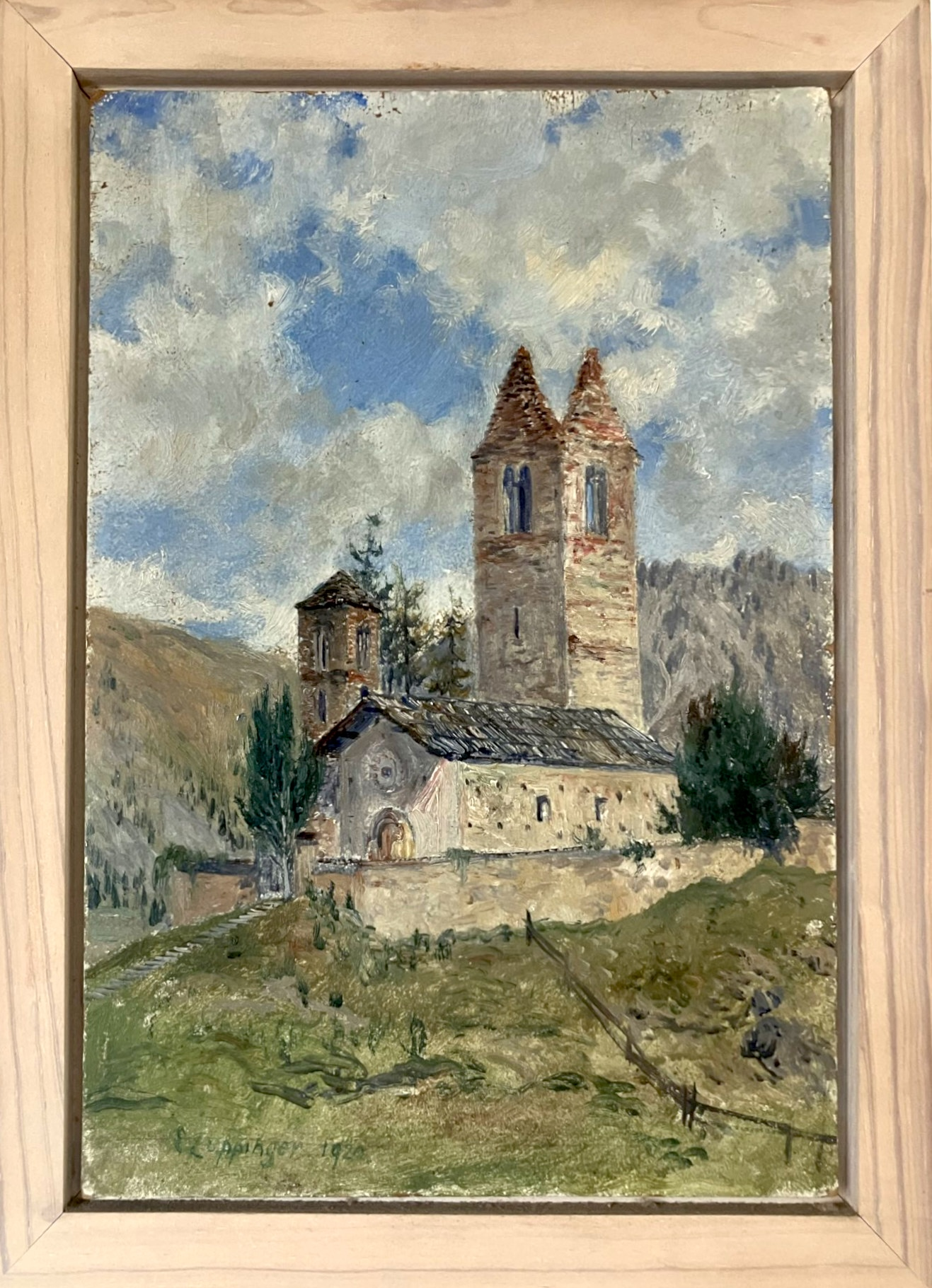
Darstellung von Ernst Zuppinger, 1920